# Leo Dillinger
Leo Edgar Dillinger (geboren 16. Juli 1887; gestorben nach 1958) war ein deutscher Ministerialbeamter, sozialdemokratischer Regierungsrat und Film-Begutachter.

## Leben

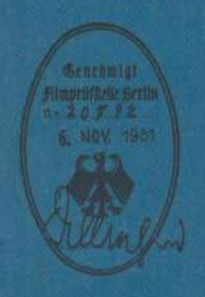
Stempel der „Filmprüfstelle Berlin“ vom 6. November 1931 mit der faksimilierten Unterschrift des Kammervorsitzenden Dillinger;
Ausschnitt aus dem von Josef Fenneker gestalteten Plakat für den Film Einer Frau muss man alles verzeihen

Nach seiner Promotion  arbeitete Dillinger während des Ersten Weltkrieges ab 1916 in der Presseabteilung des Generalgouvernements Brüssel und wechselte 1918 in die Pressezentrale bei den Leitern der Verwaltung für Flandern und Wallonien, die von den Deutschen ebenfalls in Brüssel eingerichtet worden war. Von 1918 bis 1919 arbeitete er zunächst als Hilfsreferent der Pressestelle (Informationsdienststelle) und von 1919 bis 1922 als Referent in der Presseabteilung der Reichsregierung.
Ab 1922 wirkte Dillinger als Regierungsrat beim Reichskommissar für öffentliche Ordnung, bis er 1929 in den einstweiligen Ruhestand versetzt wurde.
1930 war Leo Dillinger Kammervorsitzender der Filmprüfstelle in Berlin; seine faksimilierte Unterschrift findet sich daher beispielsweise auf dem Genehmigungsstempel vom 15. Mai 1930 auf dem von Herbert Dassel entworfenen Filmplakat des von James Cruze in der Regie gedrehten Spielfilms Der große Gabbo mit Erich von Stroheim in der Hauptrolle.
Nach der Machtergreifung durch die Nationalsozialisten und dem Erlass des Gesetzes zur Wiederherstellung des Berufsbeamtentums wurde Dillinger 1933 „wegen politischer Unzuverlässigkeit“ aus dem Staatsdienst entlassen.
In der Nachkriegszeit arbeitete Leo Dillinger von 1949 bis 1958 bei der Freiwilligen Selbstkontrolle der Filmwirtschaft (FSK) in Wiesbaden, wo er für die Begutachtung von Film-Werbeunterlagen zuständig war.